# Black & White: Creature Isle
Black & White: Creature Isle (En español Negro y Blanco: Isla de Creaturas) es una expansión para el videojuego de PC Black & White desarrollada por Lionhead. Esta expansión se enfoca en la criatura y no hay niveles como los había en el videojuego original. Se juega como un juego separado, y presenta varias diferencias del original Black & White:
- No hay otros dioses.
- La IA de las criaturas es más compleja, y pueden tener mascotas.
- Existe una criatura hembra llamada Eve, que la criatura del jugador debe encontrar y convertirse en su cortejador.

## Nuevas criaturas
La expansión añade tres nuevas criaturas para que el jugador elija:
- Cocodrilo
- Gallo
- Rinoceronte

## Historia
La historia de este juego implica al jugador controlando sus criaturas (ya sea una nueva o la criatura que usaba en Black & White) y completando misiones, las cuales le son dadas al jugador por los miembros de una hermandad. Los miembros son todas criaturas que no son controladas por un dios, y cada una de ellas viste brazaletes para mostrar su membresía en la hermandad. Una vez que el jugador completa una misión, pueden elegir luchar contra la criatura que les dio la misión o luchar contra la criatura otra vez o usarla a su antojo. Una vez que el jugador ha completado todas las misiones y ganado todas las peleas, podrán ver a Eve y tener una mascota bebé para su criatura. La mascota del jugador entonces tendrá a su vez una mascota, quien además puede ayudar a la criatura y al jugador. También, está el milagro de la velocidad, si bien ninguno de los mapas aleatorios incluidos en el juego lo poseen. Este milagro puede ser usado para pasar algunas pruebas más fácilmente. Si el jugador no posee una criatura de cierta altura, la criatura pasará a ser más alta. También automáticamente conocerá los tres hechizos básicos (comida, agua y madera). La criatura por defecto para los nuevos perfiles en Creature Isle es el Ape (simio).

## Tyke
Tyke se le es dado al jugador temprano en el juego. Tyke aprenderá de la criatura del jugador. La tratará como a su padre. Pedirá comida, atención, y juegos. El jugador puede poner a Tyke en una guardería, relevando a la criatura de sus deberes como padre. Pero si se queda ahí por mucho tiempo, los asesores se quejarán, y Tyke se enojará. Durante la prueba en la cual el jugador cuida a Tyke, éste es animado a educarlo. Los asesores avisarán al jugador cuando esté ignorando a Tyke. Tyke también puede aprender milagros, lo que añade una mayor impresión. Además aprenderá y tratará de imitar lo que la criatura hace. Tratará de tener una personalidad similar, también. Luego de pasar el juego, Tyke pasará a ser un PNJ en la isla, y cualquier criatura con la cual el jugador pase el juego, se convertirá en un nuevo Tyke. Por lo tanto si el jugador pasa el juego con el chimpancé, el nuevo Tyke se convertirá en chimpancé. Los jugadores pueden tener un modelo de criatura idéntico, pero diferentes en skin (por ejemplo, un oso polar como Tyke, y un oso pardo como la criatura). El nuevo Tyke conocerá todos los hechizos y lecciones del viejo Tyke.
A muchos jugadores no les gusta Tyke debido a su tendencia a distraer a la criatura.
El sistema de aprendizaje de Tyke es el mismo que el de la criatura. Aprenderá hechizos si éstos son utilizados. Observará las acciones de la criatura en vez de las del jugador. La criatura también alabará y regañará a Tyke por las cosas que no le guste. Por lo tanto si el jugador enseñó a la criatura a no comer aldeanos, y Tyke lo hace, la criatura lo retará. Tyke también puede ser usado en multijugador o en mapas aleatorios, si bien algunos jugadores activan reglas para que no pueda ser usado. Tyke también interactúa con la criatura durante peleas, sirviendo como una ayuda en la batalla.
Algunos jugadores tienen problemas con el viejo Tyke luego de haber pasado el juego. Éste tiende a hostigar a los aldeanos. Algunos jugadores pueden removerlos mediante el uso de scripts en los niveles, lo cual es peligroso.
Los jugadores deberían también notar que Tyke puede sufrir de abandono. Si se lo deja en la guardería, se lo ignora, o inclusive si es dañado por la criatura, pueden hacerse odioso. Tyke puede no ser como el jugador esperaría que fuese. Pronto puede empezar a ignorar al jugador, o desafiar las enseñanzas de la criatura.

## Recepción
Black & White: Creature Isle recibió puntuaciones moderadas, sin embargo muchos críticos sintieron que al videojuego le faltó mucho de lo que hizo bueno al Black & White original, y que era más una colección de minijuegos que otra cosa.